# Bärschwil
Bärschwil (in der Ortsmundart Bäärschbu, Bäärschbel [ˈbæːrʃbu ˈbæːrʃbl]) ist eine Einwohnergemeinde im Schweizer Kanton Solothurn. Sie gehört zum Bezirk Thierstein. Das frühere französische Exonym ist Bermeveiller.

## Geographie

Luftbild aus 3000 m von Walter Mittelholzer (1923)

Bärschwil liegt auf 466 m ü. M., 5 km südsüdwestlich der Stadt Laufen (Luftlinie). Das Haufendorf erstreckt sich beidseits des Modlenbaches in einem tiefen Talkessel am Nordfuss des Fringeliberges, südlich des Birstals, im Solothurner Jura, im Schwarzbubenland.
Die Fläche des 11,2 km² grossen Gemeindegebiets umfasst einen Abschnitt des Faltenjuras. Der zentrale Teil wird von der Talmulde Bärschwil-Grindel eingenommen, die durch den Modlenbach und seinen rechten Seitenbach nach Norden zur Birs entwässert wird. Diese Talmulde stellt eigentlich eine stark erodierte Antiklinale der Vorbourg-Falte dar. Noch zum grossen Teil erhalten ist der aus hartem Kalkstein bestehende südliche Schenkel dieser Antiklinale, nämlich die Fringelikette, auf deren Hauptkamm die südliche Gemeindegrenze verläuft. Sie trennt den Bärschwiler Talkessel vom Delsberger Becken und erreicht auf dem Fringeliberg 913 m ü. M., auf dem Rechtenberg mit 947 m ü. M. den höchsten Punkt von Bärschwil. Der nördliche Schenkel der Antiklinale ist anhand des Burghollen (632 m ü. M.), eines freistehenden Berges zwischen zwei tiefen Tälern im Einzugsgebiet des Modlenbachs, und des Nettenberges erkennbar. Die weichen Ton- und Mergelschichten wurden im Lauf der Zeit weitgehend erodiert, weswegen sich die Talmulde Bärschwil-Grindel gebildet hat.
Im nördlichen Gemeindeteil befindet sich der Landsberg mit der Roten Flue (748 m ü. M.), der durch das Regennasstal von der Fringelikette getrennt ist. Im Norden besitzt dieser Berg auf einer Höhe von rund 500 m ü. M. eine landwirtschaftlich genutzte Geländeterrasse, bevor das Gelände in einem von Felsen durchzogenen Steilhang in das Birstal abfällt. Der gewundene Lauf der Birs bildet zwischen der Liesbergmüli und der Einmündung des Bärschwiler Dorfbachs die nördliche Gemeindegrenze. Von der Gemeindefläche entfielen 2014 5 % auf Siedlungen, 53 % auf Wald und Gehölze, 41 % auf Landwirtschaft und etwas weniger als 1 % auf unproduktives Land.
Zu Bärschwil gehören der Ortsteil Wiler, aufgetrennt in Vorder Wiler (441 m ü. M.), Unter Wiler (453 m ü. M.) und Ober Wiler (497 m ü. M.), alle am Osthang des Landsberges über dem Bärschwiler Tal gelegen, sowie verschiedene Einzelhöfe. Nachbargemeinden von Bärschwil sind Grindel im Kanton Solothurn, Val Terbi, Courchapoix und Courroux im Kanton Jura sowie Liesberg und Laufen im Kanton Basel-Landschaft. Entsprechend findet sich ein Dreikantonseck , zwischen Retemberg (899 m) und Spitzbüehlberg (817 m).

## Bevölkerung
Mit 794 Einwohnern (Stand 31. Dezember 2023) gehört Bärschwil zu den kleineren Gemeinden des Kantons Solothurn. Von den Bewohnern sind 95,3 % deutschsprachig, 1,0 % französischsprachig, und 1,0 % sprechen Englisch (Stand 2000). Die Bevölkerungszahl von Bärschwil belief sich 1850 auf 656 Einwohner, 1900 auf 687 Einwohner. Im Verlauf des 20. Jahrhunderts stieg die Bevölkerungszahl bis 1960 auf 967 Personen an. Danach folgte bis 1980 ein Rückgang auf 814 Einwohner, bevor wieder eine Bevölkerungszunahme verzeichnet wurde.

## Wirtschaft
Bärschwil war bis in die zweite Hälfte des 20. Jahrhunderts ein vorwiegend durch die Landwirtschaft geprägtes Dorf. Noch heute haben der Ackerbau, der Obstbau (vor allem Kirschbäume) sowie die Milchwirtschaft und die Viehzucht einen wichtigen Stellenwert in der Erwerbsstruktur der Bevölkerung. Weitere Arbeitsplätze sind im lokalen Kleingewerbe und im Dienstleistungssektor vorhanden, unter anderem in Betrieben des Baugewerbes, des Metallbaus und in mechanischen Werkstätten. In den letzten Jahrzehnten hat sich das Dorf zu einer Wohngemeinde entwickelt. Viele Erwerbstätige sind deshalb Wegpendler, die hauptsächlich in Laufen und in der Agglomeration Basel arbeiten.

## Verkehr
Die Gemeinde liegt abseits der grösseren Durchgangsstrassen, ist aber von der Hauptstrasse Laufen–Delsberg leicht erreichbar. Am 25. September 1875 wurde die Jurabahn von Basel nach Delsberg mit dem Bahnhof Bärschwil im Birstal eröffnet. Heute halten hier jedoch keine Personenzüge mehr. Durch einen Postautokurs, welcher die Strecke von Laufen nach Bärschwil bedient, ist das Dorf an den öffentlichen Verkehr angebunden.

## Geschichte

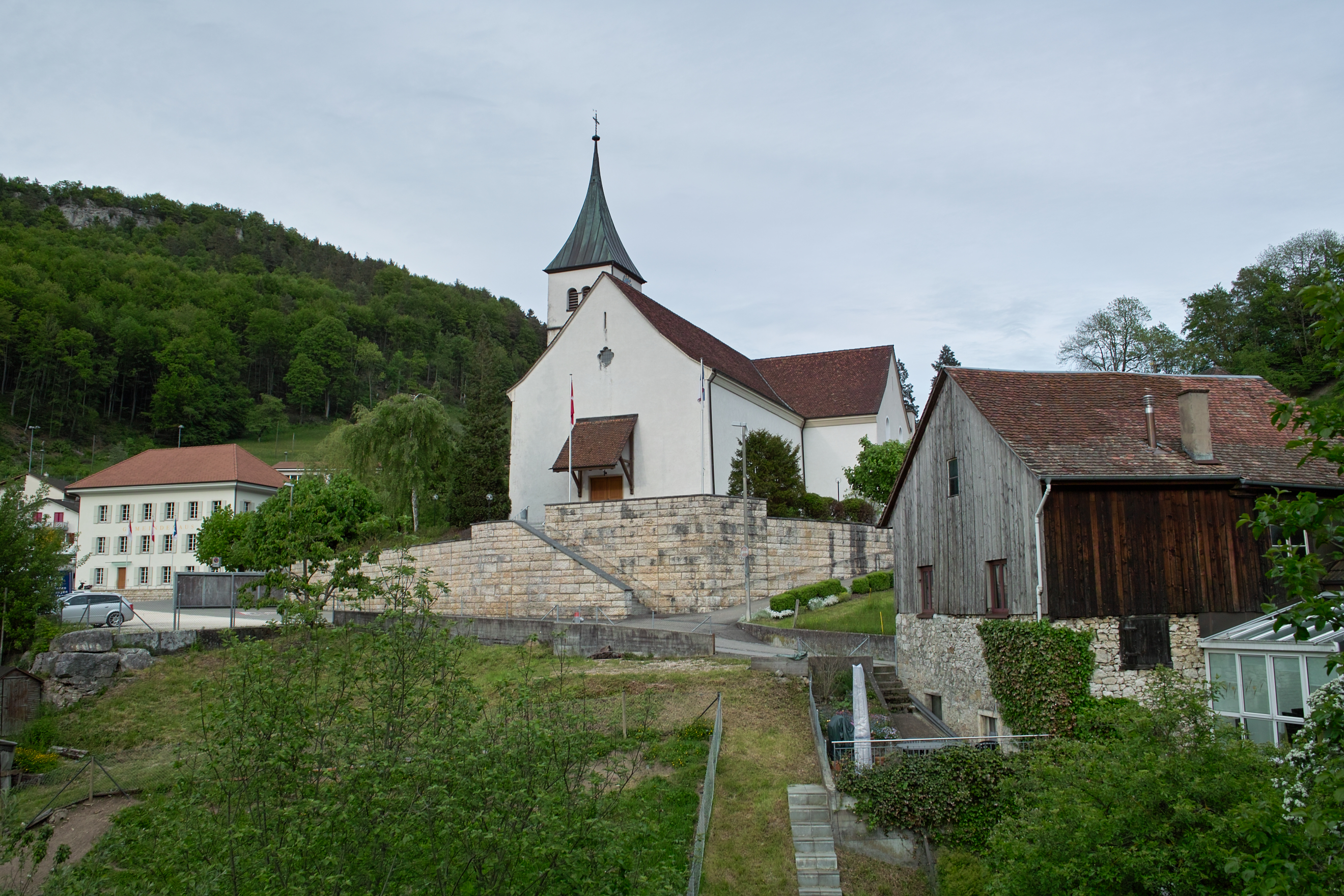
Kirche Bärschwil

Die erste urkundliche Erwähnung des Ortes findet sich 1194 als Bermeswile. Spätere Schreibungen sind Bermswilr (1269), Bermiswilr (1276), Bermeswilr (1283), Bermswiler (1300) und Berschwiller (1458). Der Ortsname geht auf den althochdeutschen Personennamen Bërman zurück und bedeutet somit «Weiler, Gehöft des Bërman».
Seit dem Mittelalter hatte das Kloster Beinwil Grundbesitz in Bärschwil. Das Dorf gehörte zum Einflussbereich des Bischofs von Basel. Im Jahr 1527 wurde es mit der Hohen und der Niederen Gerichtsbarkeit von Solothurn erworben und der Vogtei Thierstein zugeordnet. Nach dem Zusammenbruch des Ancien Régime (1798) gehörte Bärschwil während der Helvetik zum Distrikt Dornach und ab 1803 zum Bezirk Thierstein.
Schon seit dem 17. Jahrhundert bestand im Birstal bei der Einmündung des Bärschwiler Tals eine Eisenschmelze, in welcher das in der Umgebung gewonnene Bohnerz verarbeitet wurde. Daneben entwickelten sich auch zwei Glasöfen, die jedoch ihren Betrieb 1856 einstellten. In der zweiten Hälfte des 19. Jahrhunderts wurden eine Kalk- und Gipsfabrik und später ein Zementwerk gegründet, welche der Bevölkerung der umliegenden Gemeinden Arbeitsplätze boten. Auch eine Getreidemühle und eine Ziegelhütte waren im 19. Jahrhundert in Betrieb. Heute sind die meisten industriellen Tätigkeiten auf dem Gemeindegebiet von Bärschwil eingestellt.
Am 23. März 1896 erschütterte der kaltblütige Dreifachmord in Bärschwil die Schweiz. Ein 49-jähriger Ex-Söldner des Aceh-Kriegs erschoss seinen Vermieter sowie dessen Frau und Tochter.

## Sehenswürdigkeiten
Die Kirche Sankt Lukas wurde 1548 im Stil der Spätgotik errichtet und 1727 sowie 1928 umgestaltet (der spätgotische Turm ist noch erhalten). Im Ortskern sind einige charakteristische Bauernhäuser aus dem 18. und 19. Jahrhundert erhalten.
Das «Gritt», nahe beim Bauernhof «Vögeli», ist bekannt für seine Versteinerungen aus dem Jurameer.

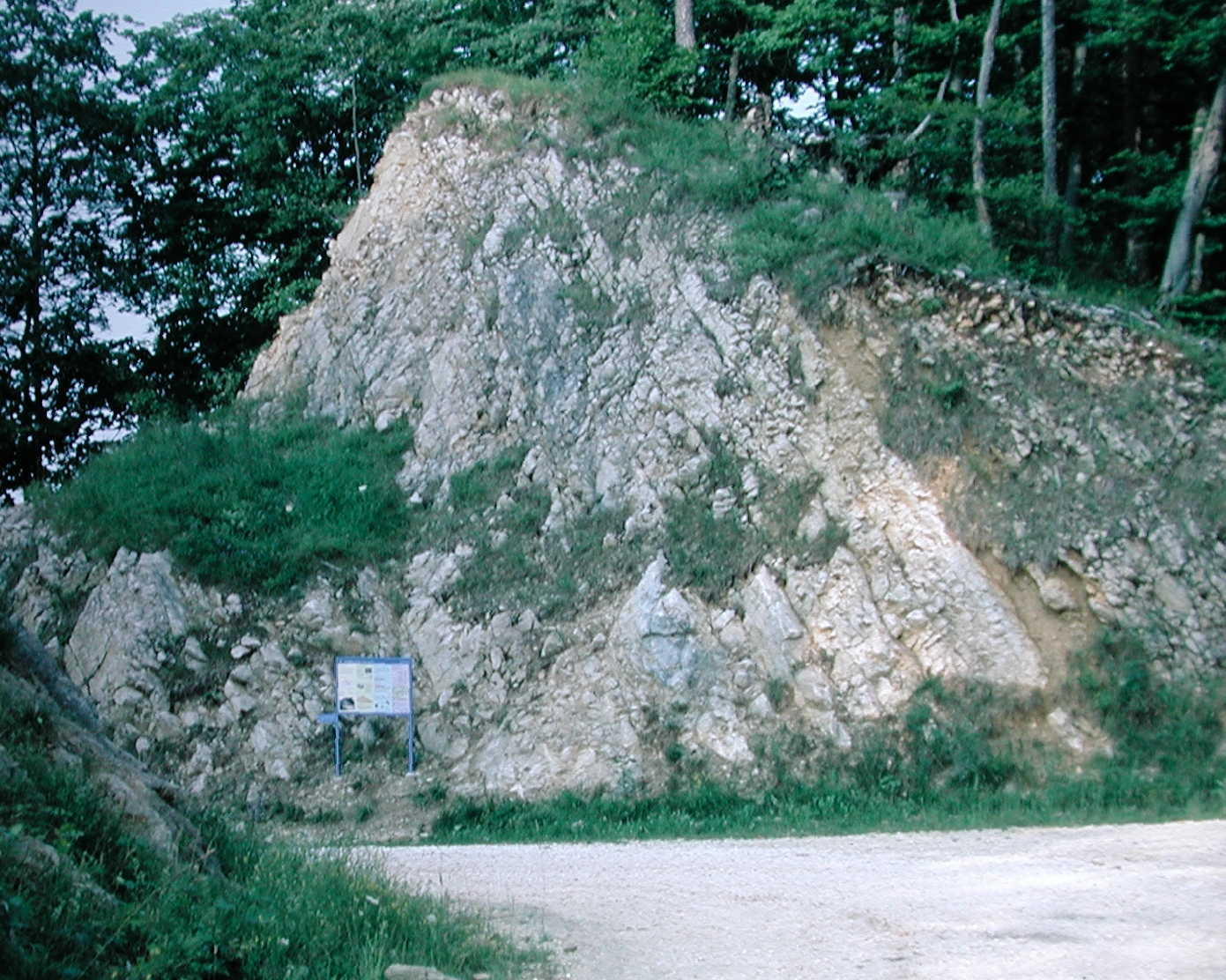
Geologischer Aufschluss Fringeli

Die Geologische Wanderung Bärschwil führt rund um Bärschwil. An 15 Stationen wird auf geologische Besonderheiten am jeweiligen Standort hingewiesen. Die hiesige Jurafalte, das sogenannte Vorbourg-Gewölbe, ist im halbklusartigen Talkessel von Bärschwil exemplarisch angeschnitten. Es tritt eine breite Palette verschiedenartigster Gesteine der Trias- und Jurazeit zutage. Die Geologische Wanderung Bärschwil (1998 eröffnet) ist nach dem Geologischen Wanderweg Weissenstein (1981) und der Aussichtsplattform «Saurierspurenplatte Lommiswil» (1995) die dritte Einrichtung dieser Art im Kanton Solothurn.

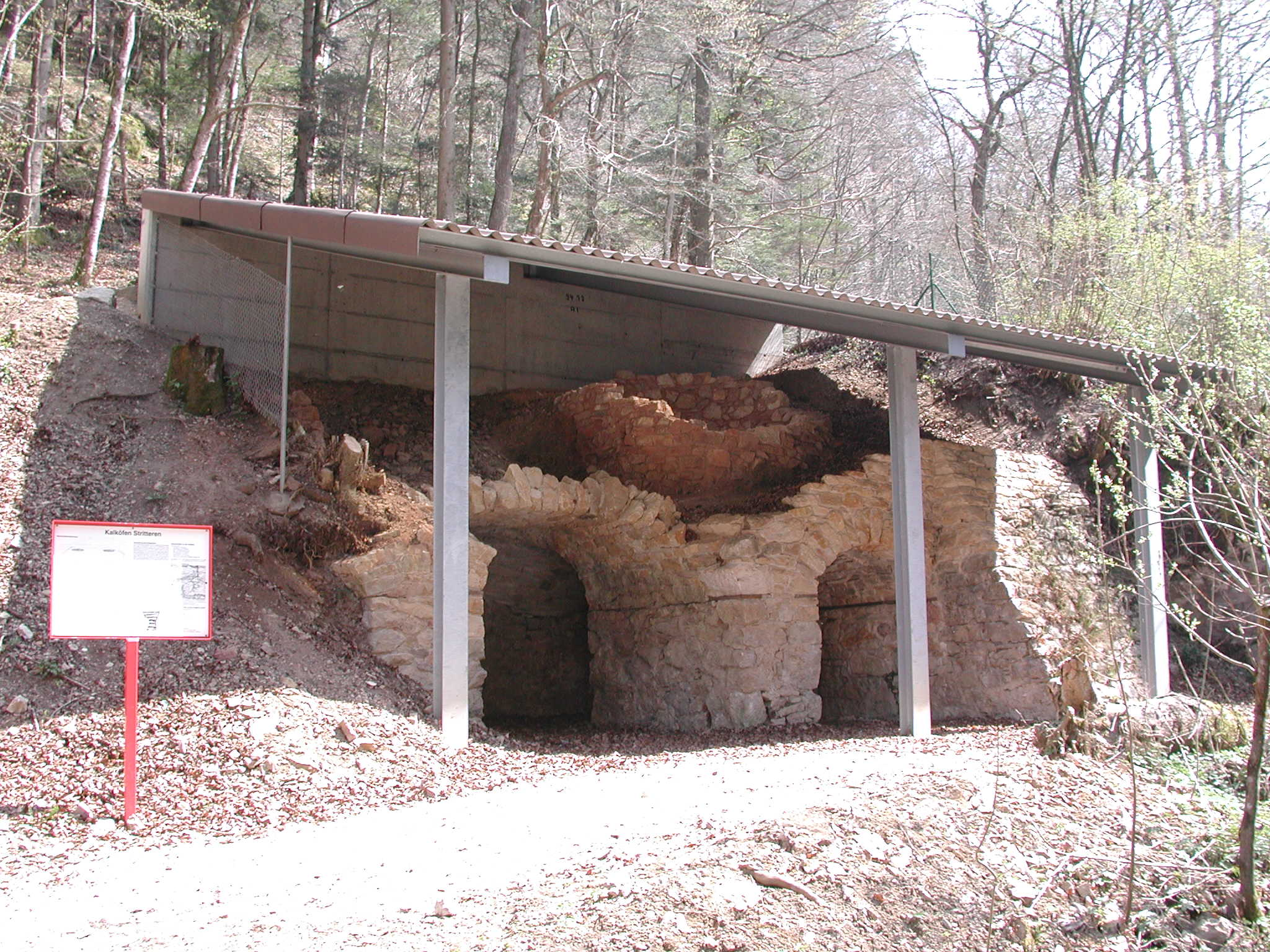
Kalköfen Stritteren

Kalköfen Stritteren: In Bärschwil wurden Mauerreste von zwei Kalköfen saniert und mit einem Schutzdach geschützt. Es sind die einzigen erhaltenen Kalköfen in der Nordwestschweiz.

## Wappen
Blasonierung:
Geteilt von Blau mit weissem rechtsschwimmenden Fisch und von Weiss mit rotem rechtsgewendetem Baselstab

## Persönlichkeiten
- Amanz Gressly (1814–1865), Geologe und Paläontologe
- Klaus-Peter Schäffel, Scriptor und Buchmaler[9]
- Urban Laffer (* 1946), Chirurg, Chorleiter und Organist
- Peter Hänggi (* 1950), Physiker